# Spagnoli
Gli spagnoli rappresentano i gruppi etnici che conformano la nazionalità della Spagna.
La nazionalità spagnola è multiculturale e riflette la lunga e complessa storia del Paese. Gli spagnoli parlano la lingua spagnola, più correttamente definibile castigliano, lingua ufficiale della Spagna, il catalano e le sue varietà (valenciano, maiorchino, ecc.), il galiziano e il basco. 
Le origini del popolo spagnolo vanno ricercate nelle popolazioni iberiche, celtiche e celtibere, così come in quelle di Tartessi, Vasconi e Occitani.
Tra il 500 a.C. e il 300 a.C., marinai fenici e greci fondarono colonie commerciali lungo la costa mediterranea della penisola iberica. Posteriormente i Cartaginesi esercitarono un effimero controllo su gran parte del litorale iberico mediterraneo, fin quando, a partire dalla seconda guerra punica, furono sconfitti dai Romani; questi ultimi impressero la propria lingua, religione e cultura, in forma indelebile, alla Spagna e al suo popolo.
Fra le ondate migratorie successive vi furono quelle di popolazioni germaniche come i Visigoti, gli Alani, i Vandali e gli Suevi (dal V secolo d.C.) durante le invasioni barbariche, seguite da quella dei Mori (arabo-berberi), legati alla lunga dominazione musulmana nel sud della penisola iberica, la quale ebbe termine, in maniera graduale, nel corso della cosiddetta Reconquista, con annesso ripopolamento, effettuata dai regni cristiani del nord dell'Iberia, tra l'VIII e il XV secolo, concludendosi definitivamente nel 1492, con la Presa di Granada. 
Alla fine del XV secolo, i regni cristiani della Corona di Castiglia e di quella di Aragona furono unificati, dando origine al Regno di Spagna e all'identità culturale spagnola propriamente detta. Dagli inizi del XVI secolo fino al secondo decennio del XIX secolo, la monarchia spagnola fu a capo di un vasto impero coloniale, ed ebbe modo di estendere il proprio potere in tutti e cinque i continenti.
La maggior parte degli spagnoli aderisce alla chiesa cattolica, sebbene esistano minoranze storiche legate ad altre confessioni cristiane e non cristiane.